# Cangjie (Eingabemethode)
Die Cangjie-Eingabemethode (chinesisch 倉頡輸入法 / 仓颉输入法, Pinyin Cāngjié Shūrùfǎ, Jyutping Cong1kit3 Syu1jap6faat3, oft fälschlich als Changjie oder Cangjei), benannt nach dem mythischen Erfinder der chinesischen Schrift, Cang Jie, ist eine Eingabemethode für die chinesische Schrift am Rechner. Im Gegensatz zu anderen Eingabemethoden wie Pinyin, die die chinesischen Zeichen durch phonematische Umschrift eingeben, wird bei der Cangjie-Eingabemethode ein Zeichen durch seinen grafischen Aufbau eingegeben. Die Voraussetzung hierfür ist das grundsätzliche Wissen zur allgemeinen Aufbaumethodik und Methodik der Strichreihenfolge (bǐhuà, 筆畫, auch 筆劃) – genauer „Pinselstrichreihenfolge“ – der Hanzi (Chinesische Schrift) und Radikal sowie die Einteilung eines Schriftzeichen nach dessen Aufbau Zishou (字首) und Zisheng (字身) nach der Theorie und Methodik (漢字基因) vom Cangjie-Erfinder Chu Bong-Foo.
Die Methode wurde 1976 von Chu Bong-Foo aka Chu Bangfu (nach Pinyin Zhu Bangfu) erfunden. Ursprünglich für Langzeichen gedacht, wurde sie aber später auch auf Kurzzeichen erweitert.
Sie kann auf den meisten Rechnern gefunden werden, ohne zusätzliche Software installieren zu müssen. Neben der gewöhnlichen Cangjie-Eingabemethode gibt es die Simplified Cangjie-Eingabemethode (簡易輸入法 Jiǎnyì Shūrùfǎ). Die vereinfachte Cangjie-Eingabemethode (englisch Simplified Cangjie Input Method) basiert auf der gewöhnlichen Cangjie-Eingabemethode. Dabei gibt der Anwender verkürzt den ersten und letzten Buchstaben der Kodierung des Eingabeschriftzeichens ein. Die Simplified Cangjie-Eingabemethode ist auch als Quick-Eingabemethode (beispielsweise in MS-Windows) oder Sucheng-Eingabemethode (速成輸入法 Sùchéng Shūrùfǎ) bekannt. Die beiden Cangjie-Eingabemethode werden in den Nutzungsgebieten der Langzeichen in Taiwan sowie Hongkong eingesetzt. Dabei ist die Simplified Cangjie-Eingabemethode insbesondere populär in Hongkong.

## Aufbau

### Grundformen (Tastaturlayout)
In der Cangjie-Eingabemethode werden Schriftzeichen nicht immer so eingeteilt wie bei der traditionellen Aufteilung. Es wird zwar versucht, die traditionelle Aufteilung möglichst beizubehalten, allerdings muss das System an die praktischen Gegebenheiten angepasst werden, wie z. B. der 26 Tasten einer gewöhnlichen Tastatur (vgl. den Abschnitt über Zweitzeichen).
Bei Cangjie gibt es zwei verschiedene Gruppen: Die erste ist die Gruppe der „Grundformen“ (chin. 基本字形 jīběn zìxíng). Sie besteht aus 24 Zeichen (und zusätzlich zwei funktionellen Tasten) und entspricht der Tastaturbelegung. Die Grundzeichen ersetzen dabei die lateinischen Buchstaben auf der Tastatur.
Des Weiteren werden die Grundzeichen oft entlang der Rangordnung des lateinischen Alphabets in Gruppen eingeteilt. Dies hat allerdings kaum praktische Gründe, da die alphabetische Reihenfolge auf der Tastatur ohnehin keine Relevanz hat. Die Gruppeneinteilung orientiert sich an historischen oder kalligraphischen Konzepten, woraus geschlossen werden kann, dass es sich dabei möglicherweise um eine ehrende Referenz (oder um einen Gag) handelt.
| Gruppe | Taste | Name                                               | Grundsätzliche Assoziation |
| --- | ----- | -------------------------------------------------- | --- |
| 1. Philosophische Gruppe (哲理類 zhélǐlèi) (Konnotation mit Elementen der chinesischen Astrologie bzw. den fünf Elementen)              | A     | 日 rì Sonne                                        | |
| 1. Philosophische Gruppe (哲理類 zhélǐlèi) (Konnotation mit Elementen der chinesischen Astrologie bzw. den fünf Elementen)              | B     | 月 yuè Mond                                        | Dreiseitige Umrandung, nach unten offen 冂                                                                                              |
| 1. Philosophische Gruppe (哲理類 zhélǐlèi) (Konnotation mit Elementen der chinesischen Astrologie bzw. den fünf Elementen)              | C     | 金 jīn Metall (Venus bzw. viertes Element)         | |
| 1. Philosophische Gruppe (哲理類 zhélǐlèi) (Konnotation mit Elementen der chinesischen Astrologie bzw. den fünf Elementen)              | D     | 木 mù Holz (Jupiter bzw. erstes Element)           | |
| 1. Philosophische Gruppe (哲理類 zhélǐlèi) (Konnotation mit Elementen der chinesischen Astrologie bzw. den fünf Elementen)              | E     | 水 shuǐ Wasser (Merkur bzw. fünftes Element)       | erscheint oft als 氵(三點水 sāndiǎnshuǐ “Drei-Punkte-Wasser”)                                                                           |
| 1. Philosophische Gruppe (哲理類 zhélǐlèi) (Konnotation mit Elementen der chinesischen Astrologie bzw. den fünf Elementen)              | F     | 火 huǒ Feuer (Mars bzw. zweites Element)           | oft auch in Form von ⺣ (四點火 sìdiǎnhuǒ “Vier-Punkte-Feuer”)                                                                          |
| 1. Philosophische Gruppe (哲理類 zhélǐlèi) (Konnotation mit Elementen der chinesischen Astrologie bzw. den fünf Elementen)              | G     | 土 tǔ Erde (Saturn bzw. drittes Element)           | |
| 2. Strichgruppe (筆畫類 bǐshūlèi) (in Klammern: Anlehnungen an die acht Prinzipien des Zeichens 永 yǒng oder alternative Bezeichnungen) | H     | 竹 zhú Bambus                                      | nach links unten abfallender Strich 丿(彎 wān oder 斜 xié)                                                                              |
| 2. Strichgruppe (筆畫類 bǐshūlèi) (in Klammern: Anlehnungen an die acht Prinzipien des Zeichens 永 yǒng oder alternative Bezeichnungen) | I     | 戈 gē Ge-Hellebarde, Waffe                         | Punkt 丶 (點 diǎn) |
| 2. Strichgruppe (筆畫類 bǐshūlèi) (in Klammern: Anlehnungen an die acht Prinzipien des Zeichens 永 yǒng oder alternative Bezeichnungen) | J     | 十 shí zehn                                        | Kreuzung von waagerechtem und senkrechtem Strich 十 (交 jiāo)                                                                           |
| 2. Strichgruppe (筆畫類 bǐshūlèi) (in Klammern: Anlehnungen an die acht Prinzipien des Zeichens 永 yǒng oder alternative Bezeichnungen) | K     | 大 dà groß                                         | Kreuzung zweier diagonaler Striche 乂 (叉 chā)                                                                                          |
| 2. Strichgruppe (筆畫類 bǐshūlèi) (in Klammern: Anlehnungen an die acht Prinzipien des Zeichens 永 yǒng oder alternative Bezeichnungen) | L     | 中 zhōng Mitte                                     | senkrechter Strich 丨 (豎 shù oder 縱 zòng)                                                                                             |
| 2. Strichgruppe (筆畫類 bǐshūlèi) (in Klammern: Anlehnungen an die acht Prinzipien des Zeichens 永 yǒng oder alternative Bezeichnungen) | M     | 一 yī eins                                         | waagerechter Strich 一 (横 héng) |
| 2. Strichgruppe (筆畫類 bǐshūlèi) (in Klammern: Anlehnungen an die acht Prinzipien des Zeichens 永 yǒng oder alternative Bezeichnungen) | N     | 弓 gōng Bogen                                      | Haken ⼅ (鉤 gōu) |
| 2. Strichgruppe (筆畫類 bǐshūlèi) (in Klammern: Anlehnungen an die acht Prinzipien des Zeichens 永 yǒng oder alternative Bezeichnungen) | O     | 人 rén Mensch                                      | Nach rechts unten abfallender Strich ㇏ (捺 nà)                                                                                         |
| 3. Körperteilgruppe (人體類 réntǐlèi)                                                                                                   | P     | 心 xīn Herz                                        | erscheint auch als Abwandlungen 忄 oder 㣺                                                                                              |
| 3. Körperteilgruppe (人體類 réntǐlèi)                                                                                                   | Q     | 手 shǒu Hand                                       | Zwei waagerechte Striche kreuzen einen senkrechten                                                                                      |
| 3. Körperteilgruppe (人體類 réntǐlèi)                                                                                                   | R     | 口 kǒu Mund                                        | Hat nie etwas innerhalb des Quadrats. Dafür benutzt man 田 tiān „Acker“, „Feld“                                                         |
| 4. Zeichenformgruppe (字形類 zìxínglèi)                                                                                                 | S     | 尸 shī Leiche                                      | Dreiseitige Umrandung, nach links コ oder nach rechts offen ⼕                                                                          |
| 4. Zeichenformgruppe (字形類 zìxínglèi)                                                                                                 | T     | 廿 niàn zwanzig                                    | Zwei senkrechte Striche kreuzen einen waagerechten 卄                                                                                   |
| 4. Zeichenformgruppe (字形類 zìxínglèi)                                                                                                 | U     | 山 shān Berg                                       | Dreiseitige Umrandung, nach oben offen ⼐                                                                                               |
| 4. Zeichenformgruppe (字形類 zìxínglèi)                                                                                                 | V     | 女 nǚ Frau                                         | Haken nach links ㄑ |
| 4. Zeichenformgruppe (字形類 zìxínglèi)                                                                                                 | W     | 田 tián Acker                                      | Steht vor allem auch für vierseitige, abgeschlossene Umrandungen ⼞ (d. h., es muss im Gegensatz zu 口 kǒu „Mund“ stets etwas umranden) |
| 4. Zeichenformgruppe (字形類 zìxínglèi)                                                                                                 | Y     | 卜 bǔ Weissagung                                   | Kombination von einem Punkt und einem angelehnten Strich 亠                                                                             |
| 5. Überschneidung/Komplexität | X     | 重/難 zhòng/nán Überschneidungs-/Komplexitätstaste | (1) Trennung von sich überschneidenden Zeichencodes, (2) Code für ein „schwer zu bildendes Zeichen“                                     |
| 6. Sonderzeichentaste | Z     | Ｚ zéi                                             | Generell: Taste für Sonder- und Satzzeichen (z. B. 。, 、, 「 」, 『 』).                                                               |

### Zweitformen (erweitertes Layout)
Die zweite Gruppe umfasst die „Zweitformen“ (輔助字形,  fúzhū zìxíng). Da die Grundformen bei Weitem nicht ausreichen, um alle Elemente der chinesischen Schrift wiederzugeben, wird jedem Grundzeichen ein Satz von Zweitformen zugeordnet. Es handelt sich dabei um Assoziationen mit der Gestalt der Grundzeichen. Zum Beispiel wird die Grundform 水 shuǐ („Wasser“) auf der einen Seite traditionsgemäß mit dem Radikal des Zeichens 氵 in Verbindung gebracht, andererseits wird mit ihr aber auch formeswegen das Element 又 assoziiert, obwohl es sich hierbei um eine stilisierte Hand handelt. Daher wäre es eigentlich besser unter dem Zeichen 手 shǒu („Hand“) aufgehoben. Es handelt sich bei Cangjie jedoch um eine Eingabemethode, die sich auf die Form der Zeichen bezieht. Daher sind die Zweitformen eher wegen der ähnlichen Form mit einem Grundzeichen verknüpft – auch wenn dies oft den Bruch mit dem traditionellen Schriftaufbau bedeutet. Generell kann gesagt werden, dass bei der Cangjie-Methode die Zeichenform gewichtiger ist als die Zeichenbedeutung oder ihre Herkunft. Am Beispiel der Grundform 手 sieht man, dass alle Zweitformen die Gemeinsamkeit besitzen, dass ein senkrechter Strich von zwei waagerechten gekreuzt wird (vgl. die Sparte „grundsätzliche Assoziation“ in der obigen Liste). Aus diesem Grunde wurde 又 einem der Form ähnlicheren Zeichen zugeschlagen.
Insgesamt ergeben sich 87 Zweitformen aus den 24 Grundformen. Sie reichen aus, um das mannigfaltige Strichrepertoire der chinesischen Schrift wiederzugeben. In der folgenden Liste befindet sich nun eine Aufzählung aller Grundformen (rot) und der ihnen zugeordneten Zweitformen (schwarz).

## Anwendung

### Grundregeln
Die Kenntnis der Schreibgrundregeln ist eine wichtige Voraussetzung, um mit Cangjie schreiben zu können. Das System hat zwar den großen Vorteil der sehr viel höheren Treffsicherheit, die den Benutzern im Gegensatz zu anderen Eingabemethoden wie Pinyin oder Zhuyin Fuhao fast blindes Schreiben möglich macht. Der erhebliche Nachteil besteht allerdings darin, dass das System sehr „fehlernachtragend“ ist, d. h., winzige Fehler führen zu falschen oder zu gar keinen Zeichen.

#### Schreibreihenfolge
Die Reihenfolge der Striche folgt denselben Prinzipien wie in der chinesischen Kalligraphie:
- von links nach rechts,
- von oben nach unten, und
- von außen nach innen.

| Zeichen | Cangjie  | Tasten |
| ------- | -------- | ------ |
| 告 gào  | 竹土口   | HGR    |
| 早 zǎo  | 日十     | AJ     |
| 桔 xié  | 木土口   | DGR    |
| 國 guó  | 田戈口一 | WIRM   |
| 暗 àn   | 日卜廿日 | AYTA   |

Eine Abweichung tritt allerdings auf, wenn Striche eine geschlossene Umrandung (z. B. 囗) kreuzen oder eine offene (z. B. 匚冂凵几). Während bei der traditionellen Schreibrichtung die Umrandung den Vorzug hätte, ist es bei Cangjie genau umgekehrt:
- Striche, die in die Umrandung hineintreten oder sie von links oder oben her durchqueren, werden zuerst geschrieben, danach erst die Umrandung.
- Striche, die nach rechts oder nach unten hinaustreten, werden erst danach geschrieben.

#### Tastenzahl
Man kann höchstens fünf Tasten zur Konstruktion eines Zeichens benutzen. Diese Regel dient in erster Linie dazu, möglichst Zeit und Aufwand zu ersparen; ohne eine Beschränkung bestünde die Gefahr, sich bei komplexen Zeichen von in Kombinationen von zum Teil 20 Tasten vollends zu verlieren. In diesem Fall wäre Cangjie wohl ziemlich unbrauchbar. Einige Beispiele:
| Zeichen  | Cangjie (mit Beschränkung) | Hypothetische Struktur (ohne Beschränkung) |
| -------- | -------------------------- | ------------------------------------------ |
| 響 xiǎng | 女中卜廿日 (5)             | 女竹戈日女戈弓中卜廿日 (11)                |
| 影 yǐng  | 日火竹 (5)                 | 日卜口火竹 (7)                             |
| 鼚 chāng | 土水尸一女 (5)             | 土口廿十水尸一女 (8)                       |
| 髒 zàng  | 月廿一廿 (5)               | 月尸十月廿一弓戈心廿 (10)                  |
| 關 guān  | 日弓女戈廿 (5)             | 日中日弓女戈女戈廿 (11)                    |

### Erweiterte Regeln
Aufgrund des Umstands, dass ein Zeichen nicht akribisch genau eingegeben werden kann, ist es notwendig, bestimmte Regeln aufzustellen, damit die Benutzer wissen, mit welcher Tastenkombination sie zum gewünschten Zeichen gelangen. Grundsätzlich teilen sich die Zeichen hierbei in zwei Gruppen auf:

#### Geometrisch vereinte Formen
Diese Zeichen ergeben einen optischen Zusammenhang und lassen sich nicht etwa in einen linken oder rechten Teil aufspalten. Für diese Zeichen benutzt man nur vier Tasten, und zwar die erste, die zweite, die dritte und die letzte.
| Zeichen | Cangjie  | Struktur     |
| ------- | -------- | ------------ |
| 鹵 lǔ   | 卜田戈   | 卜田戈大戈   |
| 臺 tái  | 土口月土 | 土口月一戈土 |
| 雨 yǔ   | 一中月卜 | 一中月卜     |

#### Geometrisch unterteilbare Formen
Diese Zeichengruppe ist relativ wichtig, denn sie macht die Mehrheit aller Zeichen aus. Zeichen dieser Gruppe können in zwei oder mehrere Einheiten zergliedert werden, die dann anhand folgender Regeln gebildet werden:
- Zeichen, die aus zwei Einheiten bestehen:
1. Einheit: erste und letzte Taste
2. Einheit: erste, zweite und letzte Taste

- Zeichen, die aus drei oder mehr Einheiten bestehen:
1. Einheit: erste und letzte Taste
2. Einheit: erste und letzte Taste
Letzte Einheit: letzte Taste[4]

| Zeichen                | Aufteilung           | Cangjie (Zeichen) | Einheiten                           | Cangjie (Einheit) | Struktur (Einheit) |
| ---------------------- | -------------------- | ----------------- | ----------------------------------- | ----------------- | ------------------ |
| 詩 shī (2 Einheiten)   | ⿰                   | 卜口土木戈        | 言 (1: links)                       | 卜口              | 卜一口             |
| 詩 shī (2 Einheiten)   | ⿰                   | 卜口土木戈        | 寺 (2: rechts)                      | 土木戈            | 土木戈             |
| 義 yì (2 Einheiten)    | ⿱                   | 廿土竹手戈        | ⺷ (1: oben)                        | 廿土              | 廿土               |
| 義 yì (2 Einheiten)    | ⿱                   | 廿土竹手戈        | 我 (2: unten)                       | 竹手戈            | 竹手戈             |
| 蹌 qiāng (2 Einheiten) | ⿰                   | 口一人戈口        | ⻊ (1: links)                       | 口一              | 口中卜一           |
| 蹌 qiāng (2 Einheiten) | ⿰                   | 口一人戈口        | 倉 (2: rechts)                      | 人戈口            | 人戈日竹口         |
| 謝 xiè (3 Einheiten)   | ⿲                   | 卜口竹戈          | 言 (1: links)                       | 卜口              | 卜一口             |
| 謝 xiè (3 Einheiten)   | ⿲                   | 卜口竹戈          | 身 (2: mittig)                      | 竹                | 竹難竹             |
| 謝 xiè (3 Einheiten)   | ⿲                   | 卜口竹戈          | 寸 (3: rechts)                      | 戈                | 木戈               |
| 羅 luó (3 Einheiten)   |                      | 田中女火土        | ⺫ (1: oben)                        | 田中              | 田中               |
| 羅 luó (3 Einheiten)   | 糸 (2: links unten)  | 田中女火土        | 女火                                | 女戈火            |                    |
| 羅 luó (3 Einheiten)   | 隹 (3: rechts unten) | 田中女火土        | 土                                  | 人土              |                    |
| 闊 kuò (2 Einheiten)   | ⿵                   | 日弓水竹口        | 門 (1: nach unten offene Umrandung) | 日弓              | 日中日弓           |
| 闊 kuò (2 Einheiten)   | ⿵                   | 日弓水竹口        | 活 (2: Rest)                        | 水竹口            | 水竹十口           |
| 解 jiě (3 Einheiten)   |                      | 弓月尸竹手        | ⻆ (1: links)                       | 弓月              | 弓手月             |
| 解 jiě (3 Einheiten)   | 刀 (2: rechts oben)  | 弓月尸竹手        | 尸竹                                | 尸竹              |                    |
| 解 jiě (3 Einheiten)   | 牛 (3: rechts unten) | 弓月尸竹手        | 手                                  | 竹手              |                    |
| 通 tōng (2 Einheiten)  | ⿺                   | 卜弓戈月          | 辶 (1: linker und unterer Rand)     | 卜                | 卜                 |
| 通 tōng (2 Einheiten)  | ⿺                   | 卜弓戈月          | 甬 (2: Rest)                        | 弓戈月            | 弓戈手月           |

### Abkürzungen
Einige Zeichen überspringen die Grundregeln und werden abgekürzt eingegeben. Es handelt sich dabei nur um eine Hand voll Zeichen, die allerdings zwischen den verschiedenen Cangjie-Ausgaben variieren können. Meist sind es recht geläufige Zeichen, deren Aufbau offenbar zu problematisch ist, um mit den herkömmlichen Regeln geschrieben zu werden. (Die mit * markierten Zeichen sind kommen nur als Komponenten in anderen Zeichen vor, d. h., sie sind keine eigenen Zeichen.)
| Zeichen/ Komponente | Cangjie 2 | Cangjie 3 | Cangjie 5 |
| ------------------- | --------- | --------- | --------- |
| 隹                  | 人土      | 人土      | 人土      |
| 門                  | 日弓      | 日弓      | 日弓      |
| 鬥                  | 中弓      | 中弓      | 中弓      |
| ⻖*                 | 弓中      | 弓中      | 弓中      |
| 气                  | 人山      | 人弓      | (人一弓)  |
| 鬼                  | 竹戈      | 竹戈      | (竹山戈)  |
| 虍*                 | 卜心      | 卜心      | 卜心      |
| *                   | 女戈      | 女戈      | 女戈      |
| 吂*                 | 卜口      | 卜口      | 卜口      |

### Sondertasten

#### X-Taste (komplexe Zeichen)
Eine weitere Gruppe von Zeichen schert aus der Grundregelsystematik aus. Von diesen Komponenten wird jeweils die erste (und in einigen Fällen auch die letzte Taste eingegeben), und was auch immer noch dazugehören sollte, wird kurzerhand durch die Taste 難/重 (X-Taste) ersetzt. Es handelt sich dabei um keine beliebige „Jokertaste“, die einem die übrigen Kombinationen erspart (dazu dient die unten beschriebene Wildcard-Taste), sondern beschränkt sich nur auf einige wenige, im Voraus festgelegte Komponenten. Im Unterschied zu den oben beschriebenen Ausnahmefällen dient die X-Taste zur Abkürzung überaus komplexer Strichreihenfolgen und soll dadurch den Benutzern somit eine Last von den Schultern (bzw. von den Fingern) nehmen.
| Zeichen | Cangjie | Beispiel        |
| ------- | ------- | --------------- |
| 臼 jiù  | 竹難    | 寫 (十竹難火)   |
| 𦥑 jū   | 竹難    | 與 (竹難卜金)   |
| 肅 sù   | 中難    | 蕭 (廿中難)     |
| 齊 qí   | 卜難    | 齎 (卜難月山金) |
| 身 shēn | 竹難竹  |                 |
| 慶 qìng | 戈難水  |                 |
| 鹿 lù   | 戈難心  | 塵 (戈心土)     |
| 𠂔 zǐ   | 中難竹  | 姊 (女中難竹)   |
| 龜 guī  | 弓難山  | 𪚩 (口弓難山)   |
| 黽 mǐn  | 口難山  | 鼈 (火大口難山) |
| 兼 jiān | 廿難金  | 蒹 (廿難金)     |

#### Z-Taste (Sonderzeichen)
Die Z-Taste ist vornehmlich zur Eingabe von Sonderzeichen da, wie etwa diversen Satzzeichen und sonstigen Markierungen. Ihr Layout ist allerdings nachteilhaft, weil die Sonderzeichen eher willkürlich durch vierstellige Codes eingegeben werden und dem Benutzer keine Anhaltspunkte liefert, wie es etwa bei den Schriftzeichen der Fall ist.
Der vierstellige Code setzt sich aus folgenden Komponenten zusammen:
Die ersten zwei Tasten sind stets ZX (Ｚ難), die dritte Taste ist entweder A (日), B (月) oder C (金), und die letzte Taste kann frei zwischen allen Buchstaben gewählt werden (ohne Z).
|      | A  | B  | C  | D  | E  | F  | G  | H  | I  | J  | K  | L  | M  | N  | O  | P  | Q  | R  | S  | T  | U  | V  | W  | X  | Y  |
| ---- | -- | -- | -- | -- | -- | -- | -- | -- | -- | -- | -- | -- | -- | -- | -- | -- | -- | -- | -- | -- | -- | -- | -- | -- | -- |
| ZXA_ |    | ， | 、 | 。 | ． | ‧  | ； | ： | ？ | ！ | ︰ | …  | ‥  | ﹐ | ､  | ﹒ | ·  | ﹔ | ﹕ | ﹖ | ﹗ | ｜ | –  | ︱ | —  |
| ZXB_ | ︳ | ╴  | ︴ | ﹏ | （ | ） | ︵ | ︶ | ｛ | ｝ | ︷ | ︸ | ［ | ］ | ︹ | ︺ | 【 | 】 | ︻ | ︼ | 《 | 》 | ︽ | ︾ | 〈 |
| ZXC_ | 〉 | ＾ | ﹀ | 「 | 」 | ﹁ | ﹂ | 『 | 』 | ﹃ | ﹄ | （ | ） | ｛ | ｝ | 〔 | 〕 | ｀ | ＇ | “  | ＂ | 〝 | 〞 | ‵  | ′  |

In neueren Versionen ist diese Funktion überflüssig geworden, da die Satzzeichentasten neben den Buchstaben durch Aufklappmenüs Listen von ähnlichen Satzzeichen anzeigen. Hier wurde das Prinzip der Wiedererkennung umgesetzt, das die eigentlich typische Methodik von Cangjie ist.

#### Wildcard-Taste
In einigen Versionen kann man mithilfe der *-Taste (Shift-8) die Eingabe vereinfachen. Dabei muss man lediglich die erste und letzte Taste des gesuchten Zeichens wissen und eingeben. So wird 張 zhāng eigentlich 弓尸一女 geschrieben, kann aber auch unter 弓＊女 „aufgespürt“ werden. Dabei werden alle Zeichen aufgelistet, an deren Anfang 弓 und an deren Ende 女 steht. Die Anzahl der Tasten spielt dabei keine Rolle.
In einigen Versionen wird die Z-Taste statt der *-Taste verwendet.

### Regelüberschneidungen
Etwas komplizierter wird es bei Zeichen, bei denen zwei oder mehrere verschiedene Schritte zutreffen könnten, d. h., bei denen sich Regeln überschneiden. Daher gibt es einige Daumenregeln, die den Vorrang unter den Regeln festlegen soll.

#### Prägnanz (精簡)
Wenn zwei verschiedene Zerlegungen möglich sind, dann gilt die kürzere. Zum Beispiel könnte das Zeichen 王 wáng einerseits in 一十一 zerlegt werden, andererseits auch in 一土. Weil 一土 weniger Elemente verwendet, ist es der Standard.
|            | 王      | 王     | 主      | 主     | 光      | 光       | 前       | 前         | 容       | 容         | 共      | 共     |
| ---------- | ------- | ------ | ------- | ------ | ------- | -------- | -------- | ---------- | -------- | ---------- | ------- | ------ |
|            | richtig | falsch | richtig | falsch | richtig | falsch   | richtig  | falsch     | richtig  | falsch     | richtig | falsch |
| Gliederung | 一土    | 一十一 | 亠土    | 丶一土 | ⺌一乚  | ⺌一丿乚 | 䒑月丨亅 | 丷一月丨亅 | 宀八人口 | 丶冖八人口 | 廿八    | 卄一八 |
| Tasten     | 一土    | 一十一 | 卜土    | 戈一土 | 火一山  | 火一竹山 | 廿月中弓 | 金一月中弓 | 十金人口 | 戈月金人口 | 廿金    | 廿一金 |

#### Komplexität vor Einfachheit (先繁後簡)
Wenn ein Zeichen auf zwei verschiedene Weisen zerlegt werden kann, die darüber hinaus auch noch gleich lang sind, dann wird die komplexere Variante der einfacheren vorgezogen. Zum Beispiel kann das Zeichen 夫 fú in folgende Bestandteile aufgelöst werden: 十大 oder 手人. Genommen wird 手人, da der erste Bestandteil  (geschrieben durch 手) mehr Striche umfasst als 十.
|            | 夫      | 夫     | 青      | 青     | 巴      | 巴     | 毛      | 毛     | 受      | 受       | 半      | 半     |
| ---------- | ------- | ------ | ------- | ------ | ------- | ------ | ------- | ------ | ------- | -------- | ------- | ------ |
|            | richtig | falsch | richtig | falsch | richtig | falsch | richtig | falsch | richtig | falsch   | richtig | falsch |
| Gliederung | ㇏      | 十人   | 一月    | 十土月 | 日乚    | 㔾亠   | 丿乚    | 丿十七 | 爫冖又  | 丿⺌冖又 | ⺌      | 丷     |
| Tasten     | 手人    | 十大   | 手一月  | 十土月 | 日山    | 尸卜   | 竹手山  | 竹十心 | 月水    | 竹火月水 | 火手    | 金手   |

#### Besonderheiten der Zeichenform (字型特徵)
Diese Regel berücksichtigt, dass die Zeichenform zergliedert wiedergeben werden sollte. Aus diesem Grund sind verschiedene, voneinander getrennte Segmente vorzuziehen, Überkreuzungen und Überschneidungen sollten hingegen generell vermieden werden. Dabei ist zu beachten, dass sich Schnittstellen weder an Kreuzungen noch an Ecken befinden dürfen.
|            | richtig | falsch | richtig | falsch | richtig | falsch | richtig | falsch | richtig  | falsch   | richtig | falsch |
| Gliederung | ⺌木    | 木丷   | 月凵    | 月一   | 丨冂大  | 大冂   | 十乂日  | 土丿日 | 十中肀亅 | 十口肀亅 | 勹乂    | 勹丿丶 |
| Tasten     | 火木    | 木金   | 月山    | 月一   | 中月大  | 大月   | 十大日  | 土竹日 | 十中弓   | 十口中弓 | 心大    | 心竹戈 |